# Hinton Battle
Hinton Battle (* 29. November 1956 in Neubrücke, Rheinland-Pfalz; † 30. Januar 2024) war ein US-amerikanischer Schauspieler und Tänzer. Er war dreifacher Gewinner des Tony Award; seine Auszeichnungen gewann er jeweils in der Kategorie Bester Nebendarsteller in einem Musical. Den letzten Tony erhielt er 1991 für seine Rolle in Miss Saigon. Im Broadway-Musical The Wiz spielte er Scarecrow, einen Charakter, der im gleichnamigen Film später von Michael Jackson dargestellt wurde.

## Leben
Hinton Battle war mehrmals im Fernsehen zu sehen, beispielsweise 1992 im Pilotfilm zu Red Dwarf und 2001 in der Buffy-Musicalepisode Noch einmal mit Gefühl wo er den tanzenden und singenden Dämon Sweet verkörperte.
Später war er auch als Tanzlehrer aktiv, unter anderem arbeitete er mit Jennifer Lopez zusammen und unterrichtete an der renommierten Baltimore School for the Arts. Als Choreograph war er an dem Film Idlewild der Hip-Hop-Gruppe OutKast beteiligt.
Als Mitglied der Besetzung des Films Dreamgirls erhielt er 2007 den Screen Actors Guild Award. Im selben Jahr choreographierte er die Musicalversion des Films Tanz der Teufel, bei der er auch Regie führte.
Darüber hinaus gründete er 2003 das Hinton Battle Theatre Laboratory, das unterprivilegierten Jugendlichen die Möglichkeit verschafft, sich künstlerisch zu betätigen.